# Rhantaticus congestus
Rhantaticus congestus, es un especie de coleóptero adéfago de la familia Dytiscidae. Es la única especie del género monotípico Rhantaticus. Habita en Australia,